# Liste der Bodendenkmäler in Wurmsham
Auf dieser Seite sind die Bodendenkmäler in der niederbayerischen Gemeinde Wurmsham zusammengestellt. Diese Tabelle ist eine Teilliste der Liste der Bodendenkmäler in Bayern. Grundlage ist die Bayerische Denkmalliste, die auf Basis des Bayerischen Denkmalschutzgesetzes vom 1. Oktober 1973 erstmals erstellt wurde und seither durch das Bayerische Landesamt für Denkmalpflege geführt wird. Die folgenden Angaben ersetzen nicht die rechtsverbindliche Auskunft der Denkmalschutzbehörde.

## Bodendenkmäler der Gemeinde Wurmsham

### Bodendenkmäler in der Gemarkung Pauluszell
| Lage                  | Objekt | Akten-Nr.     | Bild |
| --------------------- | --- | ------------- | ---- |
| Pauluszell (Standort) | Verebneter Burgstall des Mittelalters. | D-2-7639-0020 |      |
| Pauluszell (Standort) | Siedlung vor- und frühgeschichtlicher Zeitstellung, verebneter Burgstall des Mittelalters. | D-2-7639-0023 |      |
| Pauluszell (Standort) | Untertägige mittelalterliche und frühneuzeitliche Befunde im Bereich der katholischen Kirche St. Johann Baptist und ihrer Vorgängerbauten in Gifthal. Siehe auch: St. Johannes der Täufer (Gifthal)                 | D-2-7639-0104 |      |
| Pauluszell (Standort) | Untertägige mittelalterliche und frühneuzeitliche Befunde im Bereich der katholischen Kirche St. Georg mit aufgelassenem Friedhof und ihrer Vorgängerbauten in Münster. Siehe auch: St. Georg (Münster)             | D-2-7639-0106 |      |
| Pauluszell (Standort) | Untertägige mittelalterliche und frühneuzeitliche Befunde im Bereich der katholischen Kirche St. Nikolaus mit aufgelassenem Friedhof und ihrer Vorgängerbauten in Niklashaag. Siehe auch: St. Nikolaus (Niklashaag) | D-2-7639-0108 |      |
| Pauluszell (Standort) | Untertägige mittelalterliche und frühneuzeitliche Befunde im Bereich der katholischen Pfarrkirche Pauli Bekehrung und ihrer Vorgängerbauten in Pauluszell. Siehe auch: Pauli Bekehrung (Pauluszell)                 | D-2-7639-0110 |      |
| Pauluszell (Standort) | Untertägige frühneuzeitliche Befunde im Bereich der Wallfahrtskapelle Klopferbrunn und ihrer Vorgängerbauten bei Lehrhub.                                                                                           | D-2-7639-0118 |      |
| Pauluszell (Standort) | Siedlung vor- und frühgeschichtlicher Zeitstellung. | D-2-7639-0120 |      |

### Bodendenkmäler in der Gemarkung Wurmsham
| Lage                | Objekt | Akten-Nr.     | Bild |
| ------------------- | --- | ------------- | ---- |
| Wurmsham (Standort) | Siedlung des Mittelalters und der Neuzeit. | D-2-7640-0003 |      |
| Wurmsham (Standort) | Siedlung vor- und frühgeschichtlicher Zeitstellung. | D-2-7640-0004 |      |
| Wurmsham (Standort) | Untertägige mittelalterliche und frühneuzeitliche Befunde im Bereich der katholischen Kirche St. Ulrich und ihrer Vorgängerbauten in Wurmsham. Siehe auch: St. Ulrich (Wurmsham)                                         | D-2-7640-0019 |      |
| Wurmsham (Standort) | Untertägige mittelalterliche und frühneuzeitliche Befunde im Bereich des abgegangenen Schlosses von Wurmsham, darunter Spuren von Nebengebäuden und Vorgängerbauten bzw. älterer Bauphasen. Siehe auch: Schloss Wurmsham | D-2-7640-0020 |      |
| Wurmsham (Standort) | Untertägige mittelalterliche und frühneuzeitliche Befunde im Bereich der katholischen Pfarrkirche St. Peter und Paul und ihrer Vorgängerbauten in Seifriedswörth. Siehe auch: St. Peter und Paul (Seifriedswörth)        | D-2-7640-0022 |      |